# هيلاري خان
هيلاري خان (بالإنجليزية: Hilary Kahn)‏ هي عَالِمَة حاسوب بريطانية، ولدت في 1943 في كيب تاون في جنوب أفريقيا، وتوفيت في 2007 في مانشستر في المملكة المتحدة.
كانت هيلاري خان عالمة حاسوب بريطانية، أمضت معظم حياتها المهنية كأستاذة في جامعة مانشستر، حيث عملت في مجال التصميم بمساعدة الحاسوب ونمذجة المعلومات. شاركت خان في تطوير الحاسوب «مانشستر إم يو 5» (Manchester MU5). كما شاركت لاحقاً في تطوير المعايير عندما كانت رئيسةً لفريق الخبراء التقنيين وعضواً في اللجنة التوجيهية لتطوير معيار (EDIF) «تنسيق تبادل التصميم الإلكتروني». تقاعدت خان من جامعة مانشستر في عام 2006، وتوفيت في عام 2007.

## النشأة والتعليم
ولدت خان في عام 1943 في مدينة كيب تاون في جنوب أفريقيا، وانتقلت إلى إنجلترا في عام 1960؛ قالت خان لاحقاً أنها انتقلت إلى إنجلترا من أجل مواصلة تعليمها والهروب من سياسات بلدها الأصلي. التحقت خان بجامعة لندن ودرست الكلاسيكيات، وبعد ذلك حضرت دورة دبلوم الدراسات العليا في الحوسبة في جامعة نيوكاسل، حيث بدأت العمل لأول مرة مع حاسوب «الكهربائي الإنكليزي كي دي إف 9» (English Electric KDF9)، وبدأت البرمجة باستعمال لغة ألغول البرمجية.

## المسيرة المهنية والأبحاث
التحقت خان بقسم علوم الحاسوب في جامعة مانشستر في عام 1967، وتم تعيينها كمحاضرة مساعدة بناءً على قدرتها على تدريس لغة كوبول البرمجية. كما تم الاستشهاد بها كمثال على كيفية دخول النساء ذوات الخلفيات غير التقليدية إلى علم الحاسوب الأكاديمي المبكر من خلال تقديم مهارات متخصصة غير اعتيادية. على الرغم من أنها لم تحصل على درجة الدكتوراه، إلا أنها كانت عضواً في هيئة التدريس، وأشرفت على عدد من طلاب الدكتوراه؛ أثناء فترة عملها، بدأت مجموعة التصميم بمساعدة الحاسوب (CAD) في مانشستر، وعملت على حاسوب مانشستر إم يو 5 (Manchester MU5)، كما شاركت في تطوير المعايير على نطاق واسع وبشكل خاص مشروع «تنسيق تبادل التصميم الإلكتروني» (EDIF).
كانت ناشطة أيضاً في مجال الحوسبة المبكرة في مانشستر، ونظمت احتفالاً واسعاً بمناسبة الذكرى الخمسين لتصميم «آلة مانشستر التجريبية صغيرة النطاق» (Manchester Baby)، وهو أول حاسوب برنامج مخزون في العالم، والذي تم إكمال تصميمه في عام 1948.
تقاعدت خان من منصب عضو هيئة تدريسية في عام 2006.

## الحياة الشخصية
كان زوج خان برايان نابر أحد أعضاء الهيئة التدريسية في جامعة مانشستر أيضاً. وكان للزوجين طفلة واحدة، ولدت في عام 1977. توفيت خان في عام 2007.